# Chris Sarandon

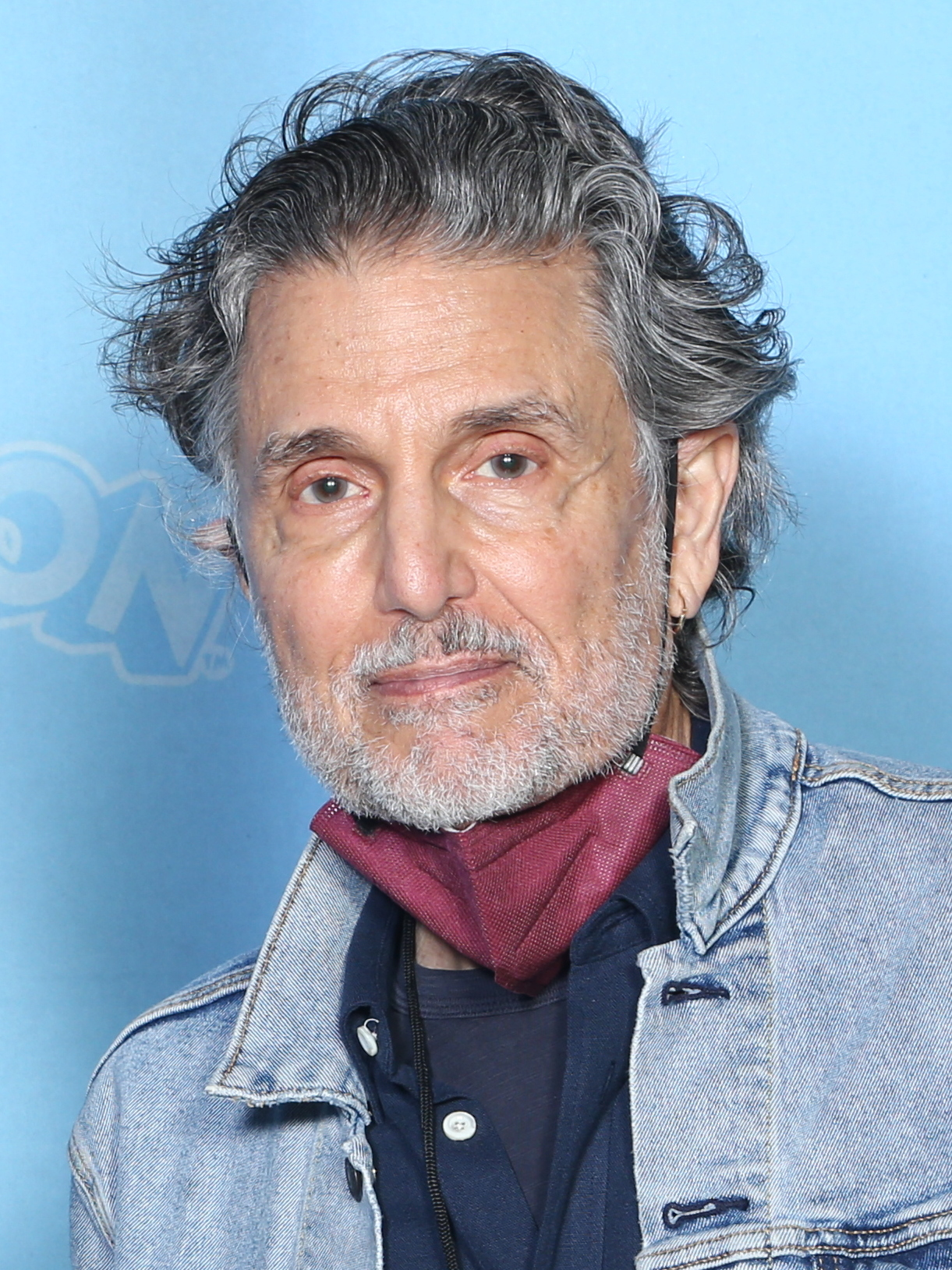
Chris Sarandon (2022)

Christopher „Chris“ Sarandon (* 24. Juli 1942 in Beckley, West Virginia) ist ein US-amerikanischer Schauspieler.

## Leben und Leistungen
Chris Sarandon ist der Sohn eines griechischen Restaurantbesitzers, er trat als Teenager in einem Musical auf. Er spielte auch mit der Band The Teen Tones. 1960 absolvierte er die Woodrow Wilson High School, danach studierte er an der West Virginia University und trat in weiteren Musicals auf. An der Catholic University of America in Washington, D.C. schloss er ein Theaterkunststudium ab.
Sarandon trat zwischen 1969 und 1973 in der Fernsehserie Springfield Story auf. In dem Thriller Hundstage von Sidney Lumet spielte er an der Seite von Al Pacino. Für diese Rolle wurde er 1976 für einen Oscar und für den Golden Globe Award als bester Nachwuchsdarsteller nominiert.
In der Komödie Protocol – Alles tanzt nach meiner Pfeife (1984) spielte Sarandon die Rolle von Michael Ransome, der Sunny Davis (Goldie Hawn) heiratet. Für seine Rolle in der Horrorkomödie Die rabenschwarze Nacht – Fright Night (1985) war er 1986 für den Saturn Award nominiert. Im Fright-Night-Remake von 2011 hat er einen Cameo-Auftritt als Jay Dee.
Chris Sarandon war von 1967 bis 1979 mit Susan Sarandon verheiratet, die er während seines Studiums an der Katholischen Universität von Amerika kennengelernt hatte. 1980 heiratete er Lisa Cooper, mit der er drei Kinder hat. Seit 1994 ist er mit der Schauspielerin Joanna Gleason verheiratet.

## Filmografie (Auswahl)
- 1969–1973: Springfield Story (Fernsehserie)
- 1974: Bluff am Donnerstag (Thursday’s Game, Fernsehfilm)
- 1975: Hundstage (Dog Day Afternoon)
- 1976: Eine Frau sieht rot (Lipstick)
- 1977: Hexensabbat (The Sentinel)
- 1979: Es führt kein Weg zurück (You Can’t Go Home Again, Fernsehfilm)
- 1979: Explosion in Cuba (Cuba)
- 1980: Der Tag, an dem Christus starb (The Day Christ Died, Fernsehfilm)
- 1980: Eine Geschichte zweier Städte (A Tale of Two Cities, Fernsehfilm)
- 1981: Broken Promise (Fernsehfilm)
- 1983: Das Osterman Weekend (The Osterman Weekend)
- 1984: Protocol – Alles tanzt nach meiner Pfeife (Protocol)
- 1985: Die rabenschwarze Nacht – Fright Night (Fright Night)
- 1985: Dieses Kind gehört mir (This Child Is Mine, Fernsehfilm)
- 1986: Liberty (Fernsehfilm)
- 1986: Frankenstein (Fernsehfilm)
- 1987: Die Braut des Prinzen (The Princess Bride)
- 1987: Mayflower Madam (Fernsehfilm)
- 1988: Chucky – Die Mörderpuppe (Child’s Play)
- 1988: Unter fremden Sternen (Goodbye, Miss 4th of July, Fernsehfilm)
- 1989: Großstadtsklaven (Slaves of New York)
- 1989: Detroit City – Ein irrer Job (Collision Course)
- 1989: Forced March
- 1989: Todesflug KAL 007 (Coded Hostile, Fernsehfilm)
- 1990: Shangri-La Plaza (Fernsehfilm)
- 1990: Stranger – Rückkehr aus der Vergangenheit (The Stranger Within, Fernsehfilm)
- 1990: Whisper to Kill (Whispers)
- 1991: The Resurrected – Die Saat des Bösen (The Resurrected)
- 1992: Schrei nach Liebe (A Murderous Affair: The Carolyn Warmus Story, Fernsehfilm)
- 1992: Lincoln and the War Within (Fernsehfilm)
- 1993: Nightmare Before Christmas (The Nightmare Before Christmas, Sprechrolle)
- 1993: Picket Fences – Tatort Gartenzaun (Picket Fences, Fernsehserie, 1 Episode)
- 1994: Star Trek: Deep Space Nine (Fernsehserie, 1 Episode)
- 1994: Heiße Nächte im Paradies (Dark Tide)
- 1994: Zu viel Liebe – Davids Mutter (David's Mother, Fernsehfilm)
- 1995: Im Sumpf des Verbrechens (Just Cause)
- 1995: Outer Limits – Die unbekannte Dimension (The Outer Limits, Fernsehserie, 1 Episode)
- 1995: Göttliche Versuchung (Temptress)
- 1995: Wenn der schwarze Mann dich holt (When the Dark Man Calls, Fernsehfilm)
- 1995: Nichts ist stärker als die Liebe (No Greater Love, Fernsehfilm)
- 1996: Cybertech P.D. (Terminal Justice)
- 1996: Edie & Pen
- 1996: Geschichten aus der Gruft: Bordello of Blood (Bordello of Blood)
- 1996: The Vampyre Wars
- 1997: American Perfect (American Perfekt)
- 1997: Road Ends
- 1997: The Underworld (Fernsehfilm)
- 1998: Practice – Die Anwälte (The Practice, Fernsehserie, 2 Episoden)
- 1998: Drei stahlharte Profis (Three, Fernsehserie, 1 Episode)
- 1998: Little Men
- 1998: Chicago Hope – Endstation Hoffnung (Chicago Hope, Fernsehserie, 2 Episoden)
- 1999: Black Devil
- 1999: Felicity (Fernsehserie, 6 Episoden)
- 2000: Die Handschrift des Killers (Reaper)
- 2000: Allein gegen den Tod (Race Against Time, Fernsehfilm)
- 2001: Perfume
- 2000–2002: Emergency Room – Die Notaufnahme (ER, Fernsehserie, 3 Episoden)
- 2002: The Griffin and the Minor Canon (Fernsehfilm)
- 2002: The Court (Fernsehserie, 1 Episode)
- 2002: Für alle Fälle Amy (Judging Amy, Fernsehserie, 6 Episoden)
- 2002, 2004: Law & Order (Fernsehserie, 2 Episoden)
- 2003: Charmed – Zauberhafte Hexen (Charmed, Fernsehserie, 1 Episode)
- 2004: Cold Case – Kein Opfer ist je vergessen (Cold Case, Fernsehserie, 1 Episode)
- 2004: The Dead Will Tell (Fernsehfilm)
- 2005: Loggerheads
- 2005: Crazy (Fernsehfilm)
- 2006: Law & Order: Special Victims Unit (Fernsehserie, 1 Episode)
- 2007: The Chosen One (Sprechrolle)
- 2008: My Sassy Girl – Unverschämt liebenswert (My Sassy Girl)
- 2009: The Unusuals (Fernsehserie, 2 Episoden)
- 2010: Psych (Fernsehserie, 1 Episode)
- 2010: Multiple Sarcasms
- 2010: Good Wife (The Good Wife, Fernsehserie, 1 Episode)
- 2010: God in America (Fernsehserie, 1 Episode)
- 2011: Fright Night
- 2012: Safe – Todsicher (Safe)
- 2013: Frank the Bastard
- 2014: Big Stone Gap
- 2015: I Smile Back
- 2016: Orange Is the New Black (Fernsehserie, 1 Episode)
- 2017: Teenage Mutant Ninja Turtles (Fernsehserie, 3 Episoden, Sprechrolle)
- 2020: Sofa Shakespeare (Fernsehserie, 1 Episode)

## Theatrografie (Auswahl)
- 1970: The Rothschilds (Lunt-Fontanne Theatre, New York)
- 1971: Two Gentlemen of Verona (St. James Theatre, New York)
- 1977: Marco Polo Sings a Solo (Joseph Papp Public Theater / Newman Theater, New York)
- 1979: The Woods (Joseph Papp Public Theater / Newman Theater, New York)
- 1980: Censored Scenes From King Kong (Princess Theatre, New York)
- 1985: The Voice of the Turtle (Union Square Theatre, New York)
- 1991: Nick & Nora (Marquis Theatre, New York)
- 2005: The Light in the Piazza (Vivian Beaumont Theatre, New York)
- 2007–2008: Cyrano de Bergerac (Richard Rodgers Theatre, New York)
- 2011: Through a Glass Darkly (New York Theatre Workshop, New York)
- 2012: The Exonerated (Theatres at 45 Bleecker / Bleecker Street Theatre, New York)
- 2015: Preludes (Claire Tow Theater, New York)